# 阿加西陨击坑
阿加西陨击坑（Agassiz）是火星上的一座撞击坑，其名称取自地质学家路易·阿加西（1807-1873年），1973年被國際天文聯會行星系统命名工作组（WGPSN）批准接受。 
阿加西陨击坑位于亥维赛陨击坑的东侧，在它的北面则分布着一道异常的线性山脊。

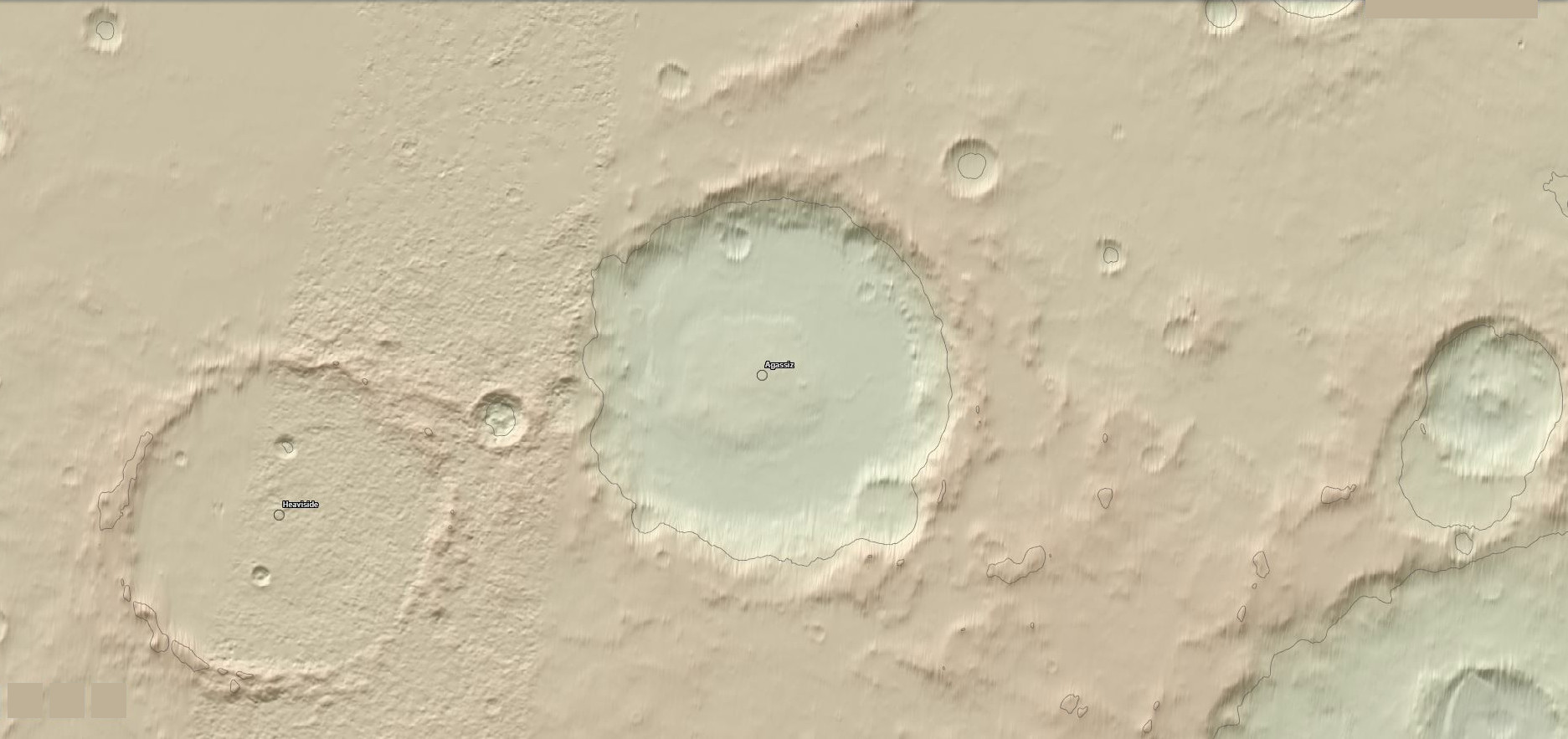
显示了阿加西和亥维赛陨击坑的地图。
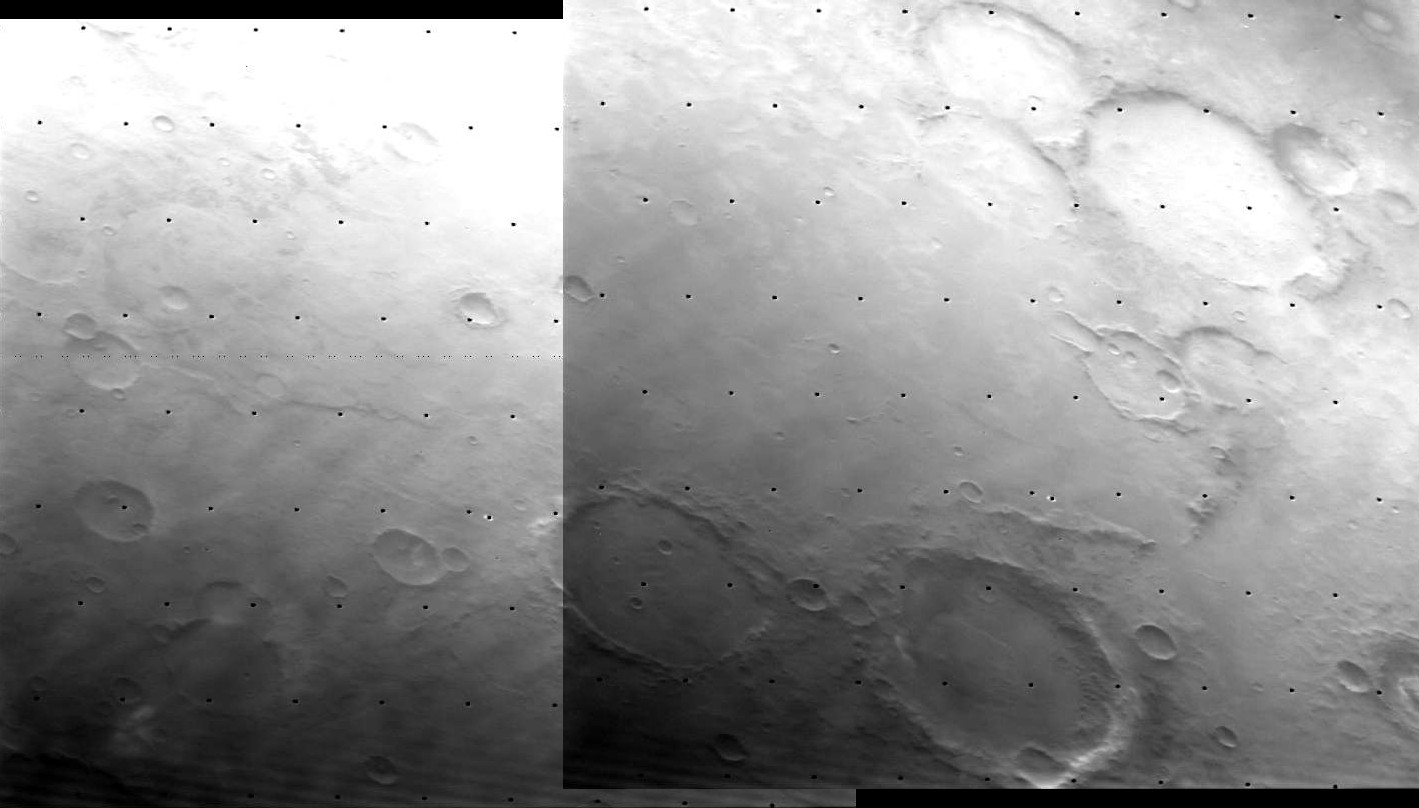
海盗2号轨道器拍摄的亥维赛（下中）和阿加西（右下）陨击坑斜视图。